# Nuoto ai Giochi della XXIV Olimpiade - 50 metri stile libero femminili
Hanno partecipato alle batterie di qualificazione 50 atlete: le prime 8 si sono qualificate per la finale A, le successive 8 invece si sono qualificate per la finale B.

## Finale A
25 settembre 1988
| Posizione | Atleta              | Paese        | Tempo    |
| --------- | ------------------- | ------------ | -------- |
|           | Kristin Otto        | Germania Est | 25.49 RO |
|           | Wenyi Yang          | Cina         | 25.64    |
|           | Katrin Meißner      | Germania Est | 25.71    |
| 4         | Jill Sterkel        | Stati Uniti  | 25.71    |
| 5         | Leigh Ann Fetter    | Stati Uniti  | 25.78    |
| 6         | Tamara Costache     | Romania      | 25.80    |
| 7         | Catherine Plewinski | Francia      | 25.90    |
| 8         | Karen van Wirdum    | Australia    | 26.01    |

## Finale B
| Posizione | Atleta               | Paese            | Tempo |
| --------- | -------------------- | ---------------- | ----- |
| 9         | Marion Aizpors       | Germania Ovest   | 26.17 |
| 10        | Christiane Pielke    | Germania Ovest   | 26.22 |
| 11        | Marie-T. Armentero   | Svizzera         | 26.34 |
| 12        | Kristin Topham       | Canada           | 26.45 |
| 13        | Ayako Nakano         | Giappone         | 26.45 |
| 14        | Inna Abramova        | Unione Sovietica | 26.48 |
| 15        | Karin Brienesse      | Paesi Bassi      | 26.66 |
| 16        | Diana van der Plaats | Paesi Bassi      | 26.80 |

## Batterie di qualificazione
- Q = Qualificate per la finale A
- q = qualificate per la finale B

| Posizione | Atleta               | Paese             | Tempo   |
| --------- | -------------------- | ----------------- | ------- |
| 1         | Wenyi Yang           | Cina              | 25.67 Q |
| 2         | Katrin Meißner       | Germania Est      | 25.77 Q |
| 3         | Kristin Otto         | Germania Est      | 25.85 Q |
| 4         | Leigh Ann Fetter     | Stati Uniti       | 25.91 Q |
| 5         | Catherine Plewinski  | Francia           | 26.01 Q |
| 6         | Jill Sterkel         | Stati Uniti       | 26.02 Q |
| 7         | Tamara Costache      | Romania           | 26.06 Q |
| 8         | Karen van Wirdum     | Australia         | 26.12 Q |
| 9         | Marion Aizpors       | Germania Ovest    | 26.20 q |
| 10        | Inna Abramova        | Unione Sovietica  | 26.27 q |
| 11        | Marie-T. Armentero   | Svizzera          | 26.32 q |
| 12        | Christiane Pielke    | Germania Ovest    | 26.33 q |
| 13        | Ayako Nakano         | Giappone          | 26.44 q |
| 14        | Diana van der Plaats | Paesi Bassi       | 26.49 q |
| 15        | Kristin Topham       | Canada            | 26.50 q |
| 16        | Karin Brienesse      | Paesi Bassi       | 26.54 q |
| 17        | Adriana Pereira      | Brasile           | 26.56   |
| 18        | Luminita Dobrescu    | Romania           | 26.56   |
| 19        | Andrea Nugent        | Canada            | 26.60   |
| 20        | Gitta Jensen         | Danimarca         | 26.61   |
| 21        | Kaori Sasaki         | Giappone          | 26.61   |
| 22        | Fujie Xia            | Cina              | 26.66   |
| 23        | Helena Aberg         | Svezia            | 26.67   |
| 24        | Karin Furuhed        | Svezia            | 26.85   |
| 25        | Alison Sheppard      | Regno Unito       | 27.14   |
| 26        | Maria Rivera         | Messico           | 27.16   |
| 27        | Annabelle Cripps     | Regno Unito       | 27.17   |
| 28        | Karen Dieffenthaller | Trinidad e Tobago | 27.27   |
| 29        | Senda Gharbi         | Tunisia           | 27.34   |
| 30        | Akiko Thomson        | Filippine         | 27.43   |
| 31        | Monica Resemde       | Brasile           | 27.44   |
| 32        | Patricia Kohlmann    | Messico           | 27.45   |
| 33        | Carolina Mauri       | Costa Rica        | 27.96   |
| 34        | Young-Hee Han        | Corea del Sud     | 28.02   |
| 35        | Cee Kay Hung         | Hong Kong         | 28.15   |
| 36        | Joo-Li Park          | Corea del Sud     | 28.20   |
| 37        | Bryndis Ollafsdottir | Islanda           | 28.38   |
| 38        | Ana Fortin           | Honduras          | 28.46   |
| 39        | Cina Munch           | Figi              | 28.55   |
| 40        | Catherine Fogarty    | Zimbabwe          | 28.66   |
| 41        | Chi Wang             | Taipei cinese     | 28.73   |
| 42        | Sabrina Lum          | Taipei cinese     | 28.82   |
| 43        | Veronica Cummings    | Guam              | 28.94   |
| 44        | Angela Birch         | Figi              | 29.01   |
| 45        | Wing Sze Tsang       | Hong Kong         | 29.14   |
| 46        | Katerine Moreno      | Bolivia           | 29.42   |
| 47        | Elsa Freire          | Angola            | 29.54   |
| 48        | Carolina Araujo      | Mozambico         | 29.64   |
| 49        | Ana Martins          | Angola            | 29.74   |
| 50        | Nancy Khalaf         | Libano            | 30.77   |